# Тарасовка (Почино-Софиевский сельский совет)
Тарасовка (укр. Тарасівка) — село, Почино-Софиевский сельский совет, Магдалиновский район, Днепропетровская область, Украина.
Код КОАТУУ — 1222386104. Население по переписи 2001 года составляло 64 человека.

## Географическое положение
Село Тарасовка находится в 1,5 км от левого берега реки Кильчень, в 2-х км от села Марьевка.